# Celebichneumon latimodjongis
Celebichneumon latimodjongis là một loài tò vò trong họ Ichneumonidae.